# Reece Noi
Reece Noi (Manchester, 13 giugno 1988) è un attore britannico.
L'attore di origini caraibiche è noto perlopiù per il ruolo ricorrente di Taylor Mitchell in Grange Hill e di Earl Kelly nella serie televisiva BBC Waterloo Road. Noi ha inoltre ricoperto il ruolo di Mossador nella quarta e nella quinta stagione della serie HBO Il Trono di Spade.

## Filmografia

### Cinema
- My Kingdom, regia di Don Boyd (2001)
- The Virgin of Liverpool, regia di Lee Donaldson (2003)
- Four Lions, regia di Christopher Morris (2010)
- Seamonsters, regia di Julian Kerridge (2011)
- Bliss!, regia di Rita Osei (2016)
- K-Shop, regia di Dan Pringle (2016)
- Away, regia di David Blair (2016)
- Unsound, regia di Ian Watson (2020)
- Diary of a Spy, regia di Adam Christian Clark (2022)

### Televisione
- Seeing Red – film TV (2000)
- Clocking Off – serie TV, 1 episodio (2001)
- Mersey Beat – serie TV, 1 episodio (2001)
- Real Men – film TV (2003)
- Outlaws – film TV (2004)
- Conviction – serie TV, 2 episodi (2004)
- Grange Hill – serie TV, 51 episodi (2004-2007)
- New Street Law – serie TV, 1 episodio (2006)
- Shameless – serie TV, 1 episodio (2007)
- Dalziel and Pascoe – serie TV, 2 episodi (2007)
- Doctors – serie TV, 6 episodi (2007)
- It's Adam and Shelley – serie TV, 1 episodio (2007)
- Casualty – serie TV, 2 episodi (2007, 2011)
- Valle di luna (Emmerdale Farm) – serie TV, 4 episodi (2007-2008)
- Waterloo Road – serie TV, 9 episodi (2007-2009)
- Father & Son – serie TV, 4 episodi (2009)
- Metropolitan Police (The Bill) – serie TV, 1 episodio (2009)
- Paradox – miniserie TV, 1 episodio (2009)
- Silk – serie TV, 3 episodi (2011)
- In with the Flynns – serie TV, 1 episodio (2011)
- Scott & Bailey – serie TV, 1 episodio (2011)
- Hit & Miss – serie TV, 6 episodi (2012)
- Switch – serie TV, 5 episodi (2012)
- Il Trono di Spade (Game of Thrones) – serie TV, stagioni 4-5, 3 episodi (2014-2015)
- Houdini and Doyle – miniserie TV, 1 episodio (2016)
- When They See Us – miniserie TV, 1 episodio (2019)
- La misteriosa accademia dei giovani geni (The Mysterious Benedict Society) – serie TV, 7 episodi (2022)